# 台湾関係法
台湾関係法（たいわんかんけいほう、英: Taiwan Relations Act:TRA）は、台湾（中華民国）の安全保障のための規定を含むアメリカ合衆国の法律である。
同法はジミー・カーター政権による台湾との米華相互防衛条約の終了に伴って1979年に制定されたものであり、台湾を防衛するための軍事行動の選択肢を合衆国大統領に認める。米軍の介入は義務ではなくオプションであるため、同法はアメリカによる台湾の防衛を保障するものではない。台湾関係法に基づく台湾有事への軍事介入を確約しないアメリカの伝統的な外交安全保障戦略は、「戦略的あいまいさ」（Strategic Ambiguity）と呼ばれる。

## 経緯
1979年1月1日に民主党のジミー・カーター大統領は中華人民共和国との国交を樹立し、中華民国との国交は断絶された。ホワイトハウスのこの方針は、ソビエト連邦と中華人民共和国の離間を決定的なものとし、また、アメリカ企業が将来中国大陸の巨大な市場を獲得するための重要な布石ともなった。
しかし、同時に米華相互防衛条約の無効化に伴うアメリカ合衆国台湾防衛司令部の廃止と在台米軍の撤退によって東アジアで急激な軍事バランスの変化が起きることが懸念され、自由主義陣営の一員である台湾が中華人民共和国に占領される事態は避けるため、また中華民国政府（民主党とほぼ唯一のパイプであった許国雄僑務委員会顧問）や在米国台湾人（台湾独立派を含む）からの活発な働きかけもあって、台湾関係法が1979年4月に制定され、1月1日にさかのぼって施行された。
アメリカは、国内法規である台湾関係法に基づき、通常の軍事同盟のように台湾に駐留こそしてないものの、武器売却や日本の沖縄県の在日米軍基地などにより、中華人民共和国を牽制している。

## 内容

### 台湾の定義
同法は1979年1月1日以降、「中華民国」という呼称を認めず、「台湾当局」という用語を使用している。
また、1954年に締結された米華相互防衛条約の内容を踏襲し、「台湾」という用語は、台湾島および澎湖諸島を指すと定義されている。なお、金門島と馬祖島も中華民国の統治下にあるが、これらは「台湾」に含まれないとしている。

### 外交関係
- アメリカ合衆国が中国と外交関係を樹立するのは、台湾の未来が平和的に解決することを期待することを基礎としている[3]。
  - 台湾に関して、アメリカ合衆国の国内法へ影響を与えずこれまで通りとする[4]。
  - 1979年以前の台湾とアメリカ合衆国との間のすべての条約、外交上の協定を維持する[5]。
  - 台湾を諸外国の国家または政府と同様に扱う。ただし、アメリカにおける台湾外交官への外交特権は、認められない場合がある。
  - 米国在台湾協会に対して免税措置を与える。

### 防衛関係
- 平和構築関係維持の為に台湾に、あくまで台湾防衛用のみに限り米国製兵器の提供を行う。
- アメリカ合衆国は台湾居民の安全、社会や経済の制度を脅かすいかなる武力行使または他の強制的な方式にも対抗しうる防衛力を維持し、適切な行動を取らなければならない。

### その他
- アメリカ議会は台湾関係法について、その施行および監督を行う義務がある。

## 議論
これは冷戦後の90年代後半には国力が落ちていたロシアとは異なり、経済発展を遂げて国力を上げた中華人民共和国が、アメリカに次ぐ軍事大国となりつつあることで、両国の衝突は可能な限り回避するべきというニュアンスが必要となったためである。
対中関係を重視する馬英九総統の政権下で、中国と台湾の関係が改善してからは、研究者や学者からは、台湾への武器供与を控える、あるいはさらに踏み込んで、台湾から手を引くという「台湾放棄論」とも言える意見が出ているが、現実的な対応としては地政学上の第一列島線に含まれる台湾島を放棄した場合、中国が西太平洋を支配する事を許しかねない為、有事の際のアメリカ軍の対応は、台湾海峡危機に準じた対応になる事は、北京政府も暗黙の了解として認識を共有しているのが現状である。

## 他国での動き
日本では自民党の議員連盟である「日本・台湾経済文化交流を促進する若手議員の会」を中心に、「日本版・台湾関係法」の制定を目指す動きがある。